# 贝洛克 (阿列日省)
贝洛克（法語：Belloc，法語發音：[bɛlɔk]）是法国阿列日省的一个市镇，属于帕米耶区。

## 地理
贝洛克（43°0'47"N, 1°55'51"E）面积9.54 平方千米，位于法国奧克西塔尼大區阿列日省，该省份为法国西南部内陆省份，西部和北部与上加龙省接壤，东临奥德省，东南至东比利牛斯省接壤，南与安道尔和西班牙接壤。
与贝洛克接壤的市镇（或旧市镇、城区）包括：卡蒙、莱朗、蒙贝勒、圣康坦拉图尔、阿列日省特鲁瓦。

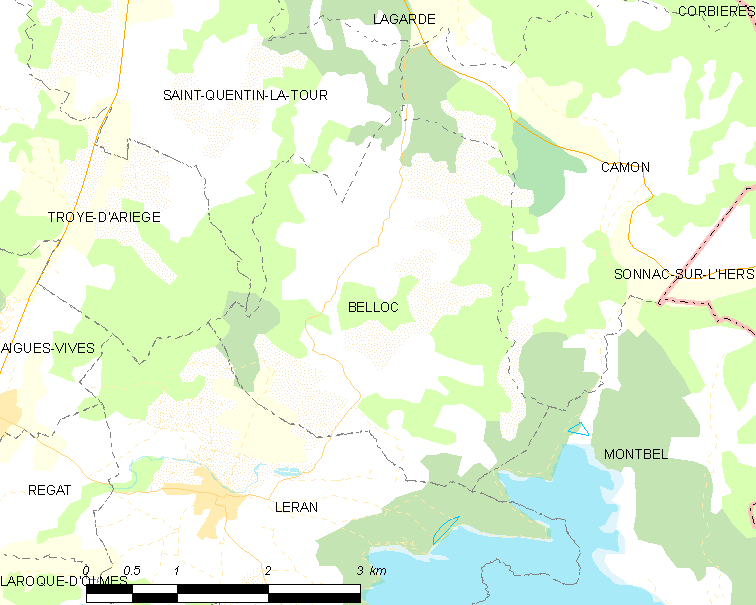
的OSM定位图

贝洛克的时区为UTC+01:00、UTC+02:00（夏令时）。

## 行政
贝洛克的邮政编码为09600，INSEE市镇编码为09048。

## 政治
贝洛克所属的省级选区为米尔普瓦县。

## 人口

1962-2008年间人口变化图示

贝洛克于2022年1月1日时的人口数量为84人。